# Bozbağlar, Kocaköy
Bozbağlar là một xã thuộc huyện Kocaköy, tỉnh Diyarbakır, Thổ Nhĩ Kỳ. Dân số thời điểm năm 2008 là 809 người.